# Michael Nicklasson

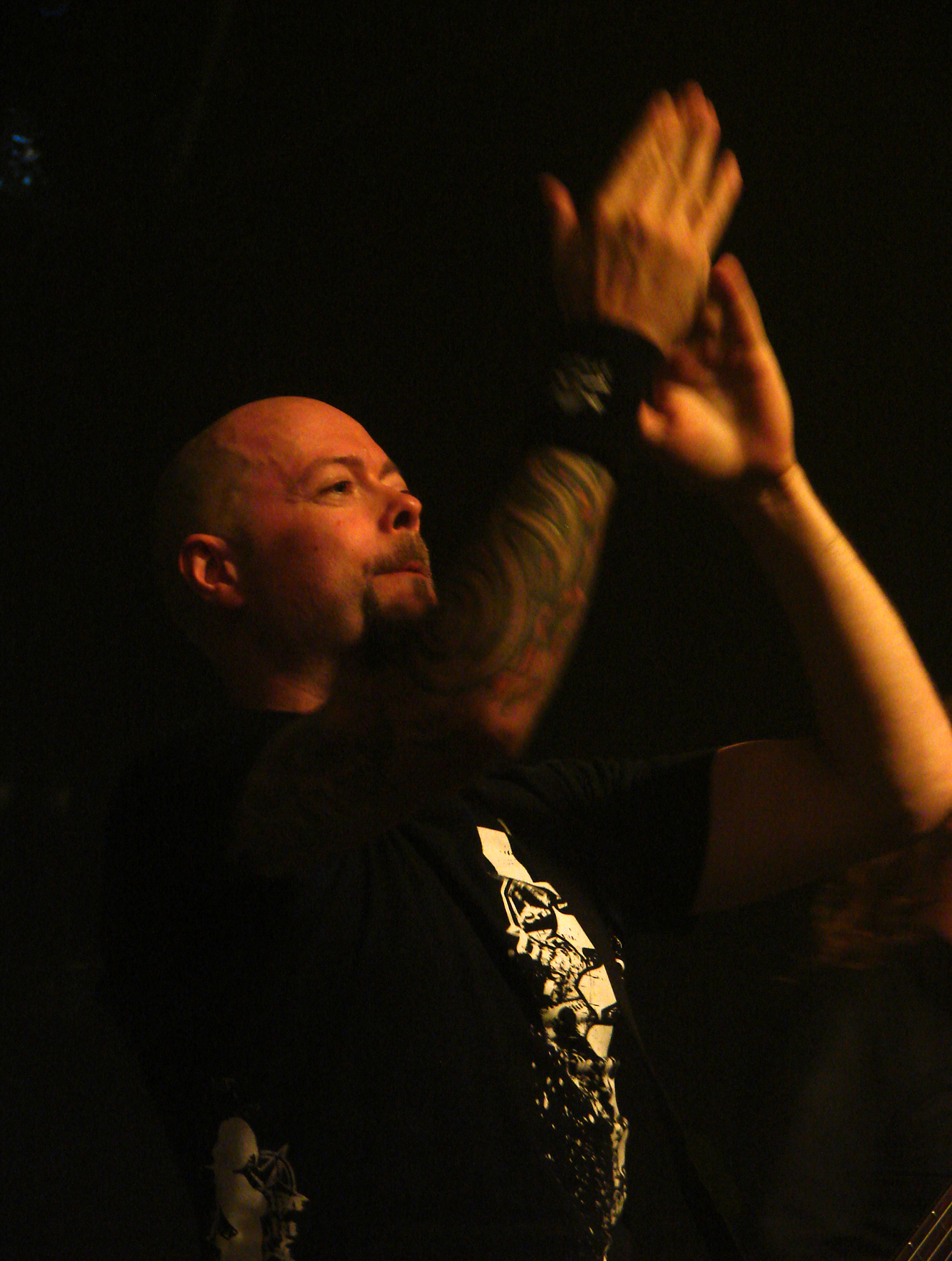
Michael Nicklasson 2007

Michael Nicklasson ist ein schwedischer Gitarrist und Bassist.

## Werdegang
Nicklassons Karriere begann Ende der 1980er Jahre mit der Thrash-Metal-Band Mortal Abuse, in der er unter anderem mit dem ersten Arch-Enemy-Sänger Johan Liiva zusammenspielte. Später spielte er bei Sarcazm mit dem heutigen In-Flames-Gitarristen Niclas Engelin. Beide Bands kamen nicht über die Veröffentlichung von Demos hinaus. 1993 gehörte er zu den Gründungsmitgliedern der Death-Metal-Band Luciferion, mit der er 1996 das erste Album The Manifest veröffentlichte. Bis zur Veröffentlichung des zweiten Albums The Apostate im Jahre 2003 waren Luciferion weitestgehend inaktiv und spielten nur vereinzelte Konzerte, so dass sich die Musiker anderen Projekten widmeten.
Nachdem Nicklasson im Jahre 1997 als Gastsänger für die Melodic-Death-Metal-Band Dark Tranquillity bei dem Lied Zodiackyl Light auftrat, schloss er sich zwei Jahre später der Band als festes Mitglied an. Dabei übernahm Nicklasson den Bass, während Martin Henriksson zur Gitarre wechselte. Vier Alben veröffentlichte Nicklasson mit Dark Tranquillity, bevor er im Jahre 2008 die Band verließ. Er war an Diabetes mellitus erkrankt und zog sich daraufhin aus dem Musikgeschäft zurück.

## Diskografie
| mit Dark Tranquillity - 2000: Haven - 2002: Damage Done - 2005: Character - 2007: Fiction | mit Luciferion - 1996: The Manifest - 2003: The Apostate |

als Gastmusiker
- 1997: Dark Tranquillity – Zodiackyl Light auf dem Album The Mind’s I
- 1999: Eventide – Silence of Her Fall, House of Trauma und Blank auf dem Album Caress the Abstract